# رائول گوتی
رائول گوتی (انگلیسی: Raúl Guti؛ زادهٔ ۳۰ دسامبر ۱۹۹۶) بازیکن فوتبال اهل اسپانیا است.
از باشگاه‌هایی که در آن بازی کرده‌است می‌توان به باشگاه فوتبال رئال ساراگوسا اشاره کرد.